# Chironomus browni
Chironomus browni är en tvåvingeart som först beskrevs av Jean-Jacques Kieffer 1911.  Chironomus browni ingår i släktet Chironomus och familjen fjädermyggor. Inga underarter finns listade i Catalogue of Life.